# Creatonotos feminatus
Creatonotos feminatus är en fjärilsart som beskrevs av Embrik Strand 1919. Creatonotos feminatus ingår i släktet Creatonotos och familjen björnspinnare. Inga underarter finns listade i Catalogue of Life.